# Oxide Pang Chun
Oxide Pang Chun (n. 1965) és un guionista i director de cinema de Hong Kong, germà bessó de Danny Pang Phat, per la qual cosa són coneguts com els germans Pang. Entre les seves pel·lícules més reeixides està The eye (L'ull), que va tenir seqüeles a Hollywood i una versió Hindi en la qual va treballar conjuntament amb el seu germà.
A més de treballar en Hong Kong, Oxide Pang Chun i el seu germà treballen sovint en la indústria del cinema de Tailàndia, on van fer el seu debut com a directors en equip, amb Bangkok Dangerous, que va tenir seqüela en Hollywood, nou anys més tard i amb el mateix nom: Bangkok Dangerous.

## Filmografia
- Who Is Running? (1997)
- Bangkok Haunted (2001)
- One Take Only (Som and Bank: Bangkok for Sale) (2003)
- The Tesseract (2003)
- Ab-normal Beauty (2004)
- Diary (2006)
- The Detective (2007)
- Basic Love (2009)
- The Detective 2 (2011)
- Sleepwalker (2011)
- Conspirators (2013)
- Detective Gui (2015)[3]
- My War (2016)
- The Big Call (2017)[4]
- Crisis Route (TBD)